# Jean Casimir Baluze
Jean Casimir Baluze lub Jan Kazimierz Baluze – „pan Balus” (ur. 4 sierpnia 1648, zm. 26 kwietnia 1718) – francuski dyplomata, urodzony w Polsce i hołdujący sarmackim zwyczajom.
Urodzony w 1648 w Warszawie Jan Kazimierz był synem Antoniego Baluze’a, dworzanina Ludwiki Marii i pokojowego króla Jana Kazimierza. Ojciec Jana Kazimierza przeszedł na służbę francuskiego ministerstwa spraw zagranicznych i do 1680 był dyplomatycznym agentem i korespondentem Wersalu w Polsce.
Jan Kazimierz liczył, że gdy królem zostanie Jan III Sobieski, spadną na niego zaszczyty; gdy tak się nie stało, obrażony wyjechał (1680) do Francji, gdzie został naturalizowany.
W 1684 powrócił do Warszawy ze swym protektorem markizem François-Gaston de Béthune’m, szwagrem królowej Marii Kazimiery.
W 1703 Jan Kazimierz został ambasadorem Francji w Rosji. Po długim okresie zerwania między Francją a Rosją Wersal potrzebował osoby jakoś obeznanej z realiami Europy wschodniej. W czasie tej i następnej misji przy carze w 1711 nawet nie przestał w jakimś sensie być Polakiem. Działał razem z Polakami. Słudzy Piotra Wielkiego byli nieufnie nastawieni do sarmackich zwyczajów francuskiego ambasadora z Polski. W latach 1702–1713 oficjalny poseł francuski w Petersburgu.
Od 1702 mianowany dyplomatą i agentem rządu francuskiego w Polsce w misji dyplomatycznej. W 1702 ambasador Charles de Caradas został aresztowany, od tego momentu najważniejszym przedstawicielem w Ludwika XIV Polsce był właśnie Baluze.
Z 2 kwietnia 1713 pochodzi list Baluze’a do francuskiego ministra spraw zagranicznych markiza Jeana Baptiste’a Colberta de Torcy donoszący o romansie Augusta II z podkomorzyną wielką litewską Marią Anną Denhoffową.